# Mexalictus eickworti
Mexalictus eickworti là một loài Hymenoptera trong họ Halictidae. Loài này được Godínez-García mô tả khoa học năm 1996.